# 가우디오랩
가우디오랩(Gaudio Lab)은 2015년 5월 6일에 설립된 대한민국의 AI 오디오 테크 스타트업이다.온라인 플랫폼, 전자기기 등 다양한 분야에 AI 음원 분리 기술, AI 자막 싱크 기술과 같은 오디오 솔루션을 제공한다. 세계 최대 규모의 ICT 융합 전시회인 CES에서 혁신상을 수상했으며, 미국의 종합 예술 축제 SXSW 혁신상 오디오 경험 부문 파이널리스트에 올랐다. 공간 음향(Spatial Audio)의 원천 기술을 보유하고 있으며, MPEG, 3GPP 등 국제 표준 기구로부터 표준으로 인정받았다. 현재 음향공학 박사 9명, 석사 6명을 보유하고 있다.

## 주요 기술

### Source Separation[5]
여러 음원이 섞여있는 오디오 신호로부터 개별 음원을 추출하는 음원 분리 기술이다. 악기 소리 추출(Stem Separation), 목소리 추출(Voice Extraction), 보컬 제거(Vocal Removal), 소음 제거(Noise Reduction), MR 제작 등 다양한 시나리오에서 사용된다. 가우디오랩의 음원 분리 기술은 10.02 SDR(Signal-to-Distortion Ratio)이라는 높은 분리도를 가졌으며, Sony, Meta, Deezer 대비 뛰어난 성능으로 평가받는다.

### Spatial Audio[6]
소리의 위치를 파악해 이를 바이노럴 렌더링을 통해 사용자의 양쪽 귀에 입체감 있게 전달하는 오디오 기술이다. 가우디오랩은 MPEG 표준으로 채택된 공간 음향 기술을 보유하고 있다. 플랫폼, TWS, 라이브 스트리밍 등 원하는 환경에 가우디오랩의 공간 음향 기술을 적용할 수 있다.

### Loudness Normalization[7]
플랫폼 내에서 모든 콘텐츠의 음향을 평준화하고 사용자 재생 환경에 맞게 최적화하는 기술이다. 가우디오랩은 음악 스트리밍 서비스, TV, 태블릿, 모바일 등 다양한 분야에 해당 기술을 제공하고 있다. 이 기술은 한국정보통신기술협회(TTA)를 통해 국내 표준으로 제정 되었다.

### Generative Audio AI (FALL-E)[8]
FALL-E는 콘텐츠에 적합한 소리를 자동으로 생성하는 사운드 생성 AI 기술이다. Foley 및 효과음 생성 단계의 작업 시간을 80% 이상 절감할 수 있다. FALL-E의 학습에는 약 1만 시간 분량의 고품질 데이터가 활용되었다. 2024년 3월 OpenAI의 영상 생성 AI Sora의 영상 위에 FALL-E가 생성한 오디오를 덧붙인 콘텐츠를 업로드했다.

## 주요 제품

### Just Voice[9]
Just Voice는 실시간으로 배경 소음 및 잡음을 제거하고 또렷한 목소리를 제공하는 실시간 소음 제거 솔루션이다. 30ms의 초저지연, 임베디드 환경에서도 동작 가능한 저연산 AI 프로세싱으로 매끄럽게 동작한다. 가우디오랩은 Android, iOS, Windows, macOS, Linux 등 원하는 운영체제에 Just Voice를 적용할 수 있다. Just Voice는 CES 2024 혁신상을 수상했으며, SXSW 2024 혁신상 오디오 경험 부문 파이널리스트에 올랐다. 이후 가우디오랩은 Just Voice Lite라는 이름의 실시간 소음 제거 macOS App을 출시했다.

### AI Text Sync (GTS)[10]
GTS는 가우디오랩의 실시간 가사 싱크 기술이다. AI가 가사와 음원을 자동으로 동기화하는 기술로, 빠른 속도와 높은 정확도를 가졌다. 4분 곡 기준으로 240초가 걸리는 수작업 싱크 방식에 비해, GTS는 5초 밖에 걸리지 않으며 줄별, 어절별 싱크까지 가능하다. 현재 한국어, 영어, 중국어, 일본어를 지원하고 있다.

### LM1(Loudness Management Solution)[11]
OTT/뮤직 스트리밍을 위해 준비된 음량 제어 솔루션으로, 콘텐츠 간의 음량 편차를 줄여 준다. 일반적인 파일 기반 솔루션과 달리, 메타데이터 기반 ‘서버-클라이언트’ 아키텍처 기술을 통해 추가적인 트랜스코딩 불필요하다. 또한 서버에 저장된 하나의 음원으로 TV와 모바일에 서로 다른 목표 음량(Target Loudness) 설정을 할 수 있다. 미국 소비자 기술 협회(CTA)와 미국 국가표준협회(ANSI)로부터 표준으로 채택된 글로벌 표준 기술이며, CES 혁신상을 수상했다.

### GSP - SA[12]
공간 음향 콘텐츠를 간편하게 제작할 수 있는 소프트웨어 기반 솔루션이다. 공간 음향 콘텐츠 제작을 위한 별도의 전문 하드웨어가 필요하지 않다. 0.26초의 매우 낮은 레이턴시로 스트리밍에 최적화 되어있다. 비디오 스위처 및 라이브 스트리밍 소프트웨어에 연결되어, 장면에 맞는 오디오를 자동으로 처리하여 송출한다.

### Gaudio Spatial Audio (GSA)[13]
0.05초 미만의 낮은 지연율로 구현한 가우디오랩의 독자적인 고품질 공간음향 솔루션이다. 특허 10개 이상이 등록된 바이노럴 렌더링 기술을 활용해, 심리음향을 정확하게 반영한다. 스테레오, 이머시브 오디오, 그리고 앰비소닉까지 모든 포맷에서 구현할 수 있다.

### Gaudio Studio[14]
개별 악기와 목소리, 잡음을 분리하는 음원 분리 기술 GSEP을 활용한 음원 분리 툴이다. 보컬 제거, 악기 연습, 노래방 음원 제작 등에서 사용되고 있다. Gaudio Studio는 국제 음악 전문 미디어 Music Radar에서 평가한 5가지 악기 분리 소프트웨어 툴 중에서 가장 높은 점수를 받았다.

## 주요 파트너사[17]
- Tving: 음향 평준화 기술 LM1(Loudness Management 1)을 통해, 콘텐츠 간의 음량 편차를 줄였다
- NHN Bugs: AI Source Separation (GSEP) 음원 분리 기술로 노래와 가사를 동기화해, 실시간 가사 보기 서비스 AI Text Sync를 상용화했다.
- VIBE: GTS를 활용해 멜로디와 가사의 싱크 정확도를 높였다.
- LG전자: LG velvet 스마트폰에 Spatial Upmix 기능을 도입했다.
- VinSmart: 빈스마트의 아리스 (ARIS) 스마트폰에 몰입감 있는 소리 경험을 할 수 있도록 Spatial Upmix 기능을 탑재했다. 또한 스마트폰 내장형 스피커의 한계를 보정하여 콘텐츠 음량을 분석하고 출력값을 높였다.
- Casa Batlo: 바르셀로나 Casa Batlo 프로젝트에서 방문객들이 공간의 역동적인 움직임을 느낄 수 있도록 가상 오디오 가이드를 제공했다.
- Naver Now: Immersive Audio 기능을 탑재했으며, VOD 플랫폼 내 동영상 콘텐츠 간 음량 편차를 줄였다.
- CGV: 3면이 모두 영상으로 노출되는 CGV �ScreenX관에 Spatial Audio 기능을 탑재했다.
- FLO: 각 음원마다 서로 다른 음량을 일관되게 맞추는 기능을 탑재했다.

## 수상 내역
- 2014년 Binaural Rendering 기술 ISO/IEC MPEG-H 국제표준 채택
- 2017년 AMD Studios VR Awards에서 올해의 혁신상 수상
- 2017년 VR Awards에서 올해의 VR혁신기업상 수상
- 2020년 라우드니스 기술 '스트리밍 서비스의 음량 운영을 위한 메타데이터' TTA 표준 (TTAK.KO-07.0146)으로 제정
- 2022년 LM1 (Loudness Management 1), CTA-2075.1 표준으로 채택
- 2023년 CES 2023 혁신상 2관왕 수상
- 2023년 CES 2024 혁신상 수상
- 2023년 글로벌 ICT표준 컨퍼런스 2023, 정보통신기획평가원 원장상(1등)

## 연혁[18]
- 2014년 4월 Binaural Rendering 기술 ISO/IEC MPEG-H 국제표준 채택
- 2015년 5월 가우디오랩(주) 한국법인 설립
- 2015년 7월 소프트뱅크벤처스코리아, 캡스톤파트너스로부터 시드투자유치
- 2016년 9월 한국투자파트너스, LB인베스트먼트, 소프트뱅크벤처스, 캡스톤파트너스로부터 시리즈A 투자 유치
- 2016년 11월 Gaudio Lab, Inc. 미국법인 설립(캘리포니아)
- 2017년 1월 Works 1.0 (VR 오디오 저작툴) 출시
- 2017년 8월 Sol VR360 SDK 1.0 (VR 오디오 플랫폼 솔루션) 출시
- 2017년 9월 AMD Studios VR Awards에서 올해의 혁신상 수상
- 2017년 10월 VR Awards에서 올해의 VR혁신기업상 수상
- 2017년 12월 Craft 1.0 (게임엔진용 VR Audio Plugin) 출시
- 2018년 1월 CES 2018 Eureka Park 참여
- 2018년 3월 Loudness SDK 1.0 출시
- 2018년 9월 EQ SDK 1.0 출시
- 2019년 1월 통합 Audio SDK 1.0 출시 / GAUDIO 미국 상표 등록
- 2020년 12월 라우드니스 기술 '스트리밍 서비스의 음량 운영을 위한 메타데이터' TTA 표준 (TTAK.KO-07.0146)으로 제정
- 2021년 10월 LB인베스트먼트, 캡스톤파트너스, DS자산운용, 삼성벤처투자, 네이버를 통해 Series B 투자 유치
- 2022년 3월 온라인 음원분리 (Gaudio Studio) 알파서비스 오픈
- 2022년 4월 Dingo와 함께 'Sound in the lab', 'Who Will lead the Next Generation?' 협업 프로젝트 진행
- 2022년 5월 한국 3대 메이저 사운드 스튜디오 중 하나인 웨이브랩 인수 계약 체결
- 2022년 6월 LM1 (Loudness Management 1), CTA-2075.1 표준으로 채택
- 2022년 9월 세계 최소 Motion-to-Sound (M2S) Latency의 GSA (v3.6.0) 런칭
- 2022년 11월 JTBC 히든싱어 김현식 편에 GSEP (음원분리) 적용 및 기술 소개
- 2023년 1월 CES 2023 혁신상 2관왕
- 2023년 11월 CES 2024 혁신상 수상
- 2023년 11월 2023 글로벌 ICT표준 컨퍼런스 2023, 정보통신기획평가원 원장상(1등)
- 2024년 3월 AI 소음 제거 솔루션 Just Voice SXSW 2024 혁신상 오디오 경험 부문 파이널리스트 선정

## 참고 문헌
- 가우디오랩 "일레븐랩스 도전에 자신...멀티모달 사운드 생성 AI로 앞서 나갈 것" - AI타임스
- 가우디오랩, MWC 2024 참가.. 실시간 소음제거 ‘저스트 보이스 라이트’ 앱 공개 - 파이낸셜뉴스
- MS 나델라가 찾은 가우디오랩, AI 소음제거로 SXSW서도 주목 - 이데일리
- ‘K-스타트업’ 부스에 MS 대표가 불쑥…CES 달군 한국 혁신 기업들 - 한겨레
- 영화 ‘진리에게’에 AI 음원분리 기술이 적용된 사연 [이지민의 스타트업 줌人] - 세계일보
- We tested 5 of the best stem separation software tools (and the best one was free) - musicradar
- 가우디오랩 “소리 생성AI 기술로 콘텐츠 제작 패러다임 바꾼다”[AI코리아대상] - 이데일리
- 가우디오랩 X 오디언, 생성 AI 효과음 입힌 최초의 오디오북 <사건 보고서> 출시 - 매일경제

1. ↑  “Brand”. 《www.gaudiolab.com》. 2024년 4월 11일에 확인함.
2. ↑  “가우디오랩, AI 소음제거 기술 SXSW 혁신상에 올라”. 2024년 1월 30일. 2024년 4월 11일에 확인함.
3. ↑  “Patents & Publications”. 《www.gaudiolab.com》. 2024년 4월 11일에 확인함.
4. ↑  삼성전자 등 웬만한 대기업 규모 이상의 음향공학 전문인력을 보유하고 있는 셈이다
5. ↑  “Source Separation”. 《www.gaudiolab.com》. 2024년 4월 11일에 확인함.
6. ↑  “Spatial Audio”. 《www.gaudiolab.com》. 2024년 4월 11일에 확인함.
7. ↑  “Loudness & Sound Quality”. 《www.gaudiolab.com》. 2024년 4월 11일에 확인함.
8. ↑  “Generative Sound AI: FALL-E”. 《www.gaudiolab.com》. 2024년 4월 11일에 확인함.
9. ↑  “just-voice”. 《www.gaudiolab.com》. 2024년 4월 11일에 확인함.
10. ↑  “ai-text-sync”. 《www.gaudiolab.com》. 2024년 4월 11일에 확인함.
11. ↑  “loudness-normalization”. 《www.gaudiolab.com》. 2024년 4월 11일에 확인함.
12. ↑  “GSAforlivestreaming”. 《www.gaudiolab.com》. 2024년 4월 11일에 확인함.
13. ↑  “GSA”. 《www.gaudiolab.com》. 2024년 4월 11일에 확인함.
14. ↑  “gsep-music”. 《www.gaudiolab.com》. 2024년 4월 11일에 확인함.
15. ↑  Gaudio Studio, Serato, Acon digital, HitnMix, FL Studio
16. ↑  Mullenpublished, Matt (2023년 9월 28일). “We tested 5 of the best stem separation software tools (and the best one was free)” (영어). 2024년 4월 15일에 확인함.
17. ↑  “Partners”. 《www.gaudiolab.com》. 2024년 4월 11일에 확인함.
18. ↑  “Brand”. 《www.gaudiolab.com》. 2024년 4월 11일에 확인함.